# División de Honor de Fútbol Sala
Die División de Honor de Fútbol Sala ist die höchste spanische Futsalliga. Sie existiert seit der Saison 1989/90 und wird von der Liga Nacional de Fútbolo Sala (LNFS) betrieben. Teams der spanischen Liga konnten bislang zehn von den insgesamt zwanzig UEFA-Futsal-Champions-League-Titel sichern, weshalb die Meisterschaft als die weltweit stärkste angesehen wird.

## Reglement
Die Liga spielt gemäß dem Futsalreglement der FIFA. An der Meisterschaft nehmen 16 Vereine teil, die eine Hin- und Rückrunde austragen. Die Platzierungen in der Tabelle ergeben sich aus den in den Partien erzielten Punkten: Drei Punkte für einen Sieg, ein Punkt bei Unentschieden und null Punkte im Falle einer Niederlage. Bei Punktegleichstand entscheidet nicht sofort das Torverhältnis über die Platzierung, sondern die Ergebnisse der direkten Aufeinandertreffen der punktgleichen Teams. Nach der regulären Saison steigen die letzten beiden Vereine der Tabelle direkt in die zweite Spielklasse, der División Plata, ab. Die ersten acht hingegen bestreiten ein Play-off um die Meisterschaft.
Der Gewinner des Wettbewerbs qualifiziert sich direkt für den UEFA-Futsal-Pokal und bestreitet zudem den Supercup gegen den Pokalsieger und die Copa Ibérica gegen den portugiesischen Meister.

## Übersicht der Meister
| Saison  | Meister                   | Finalist                |
| ------- | ------------------------- | ----------------------- |
| 2020/21 | FC Barcelona              |                         |
| 2019/20 | Inter Movistar            |                         |
| 2018/19 | FC Barcelona              | Caja Segovia FS         |
| 2017/18 | Inter Movistar            | FC Barcelona            |
| 2016/17 | Inter Movistar            | FC Barcelona            |
| 2015/16 | Inter Movistar            | FC Barcelona            |
| 2014/15 | Inter Movistar            | ElPozo Murcia FS        |
| 2013/14 | Inter Movistar            | ElPozo Murcia FS        |
| 2012/13 | FC Barcelona              | ElPozo Murcia FS        |
| 2011/12 | FC Barcelona              | ElPozo Murcia FS        |
| 2010/11 | FC Barcelona              | Caja Segovia FS         |
| 2009/10 | ElPozo Murcia FS          | MRA Navarra             |
| 2008/09 | ElPozo Murcia FS          | Inter Movistar          |
| 2007/08 | Interviú Fadesa           | ElPozo Murcia FS        |
| 2006/07 | ElPozo Murcia FS          | Boomerang Interviú      |
| 2005/06 | ElPozo Murcia FS          | Polaris World Cartagena |
| 2004/05 | Boomerang Interviú        | ElPozo Murcia FS        |
| 2003/04 | Boomerang Interviú        | ElPozo Murcia FS        |
| 2002/03 | Boomerang Interviú        | ElPozo Murcia FS        |
| 2001/02 | Antena3 Boomerang         | Miró Martorell          |
| 2000/01 | Playas de Castellón       | Valencia Vijusa         |
| 1999/00 | Playas de Castellón       | CLM Talavera            |
| 1998/99 | Caja Segovia              | Industrias García       |
| 1997/98 | ElPozo Murcia FS          | CLM Talavera            |
| 1996/97 | CLM Talavera              | Playas de Castellón     |
| 1995/96 | Interviú Boomerang        | Toledart FS             |
| 1994/95 | Pinturas Lepanto Zaragoza | Interviú Boomerang      |
| 1993/94 | Maspalomas Sol de Europa  | CLM Talavera            |
| 1992/93 | Marsanz Torrejón          | CLM Talavera            |
| 1991/92 | Caja Toledo               | ElPozo Murcia FS        |
| 1990/91 | Interviú Lloyd’s          | Marsanz Torrejón        |
| 1989/90 | Interviú Lloyd’s          | Keralite Macer          |

## Titel nach Mannschaft
| Mannschaft                | Meister | Finalist | Jahre                                                                              |
| ------------------------- | ------- | -------- | ---------------------------------------------------------------------------------- |
| Inter FS                  | 14      | 3        | 1990, 1991, 1996, 2002, 2003, 2004, 2005, 2008, 2014, 2015, 2016, 2017, 2018, 2020 |
| ElPozo Murcia             | 5       | 9        | 1998, 2006, 2007, 2009, 2010                                                       |
| FC Barcelona              | 5       | 3        | 2011, 2012, 2013, 2019, 2021                                                       |
| CLM Talavera              | 2       | 4        | 1992, 1997                                                                         |
| Playas de Castellón       | 2       | 2        | 2000, 2001                                                                         |
| Marsanz Torrejón          | 1       | 1        | 1993                                                                               |
| Caja Segovia              | 1       | 2        | 1999                                                                               |
| Maspalomas Sol Europa     | 1       | 0        | 1994                                                                               |
| Pinturas Lepanto Zaragoza | 1       | 0        | 1995                                                                               |
| Toledart FS               | 0       | 1        |                                                                                    |
| Industrias García         | 0       | 1        |                                                                                    |
| Valencia FS               | 0       | 1        |                                                                                    |
| Martorell FS              | 0       | 1        |                                                                                    |
| Polaris World Cartagena   | 0       | 1        |                                                                                    |
| MRA Navarra               | 0       | 1        |                                                                                    |